# Bieniek-Lice
Bieniek-Lice (također Bieniek-Face, Lice Bienka, Lice-Bienka, Bieniekface ili Bieniek lice) je opus njemačkog umjetnika Sebastiana Bienka.
Ovaj opus podijeljen je na slikarstvo i fotografiju.

## Formacija
Bieniek-Face Oeuvre započinje serijom Secondfaced i trenutno se sastoji od 35 serija fotografija i 15 serija slika. Godine 2013. opus je postao poznat širom svijeta uz pomoć Interneta. Prva fotografija koja je prikazana širom svijeta pokazuje sina umjetnika, koji je tada imao šest godina.

## U medijima
Umjetnička djela s Bieniek-Face Oeuvre prikazana su u sljedećim medijima:
- 2015. Kineska televizija[4]
- 2015. Japanska televizija[5]
- 2015. Süddeutsche Zeitung[6]
- 2016. arte TV[7]
- 2016. tv Berlin[8]
- 2016. DerStandard[9]
- 2016. RBB tv[10]
- 2016. Deutsche Welle TV[11]
- 2018. Süddeutsche Zeitung[12]
- 2018. Vogue Spain[13]
- 2019. Vogue Turkey[14]
- 2019. Plakat 38. Istanbulskog međunarodnog filmskog festivala[15]

## Izložbe
- 2014. Nicola von Senger Galerie, Cirih[16]
- 2015. Ho Gallery, Beč[17]
- 2016. Views Bahrain, Bahrein[18]
- 2018. Luisa Catucci Gallery, Berlin[19]

## Vanjske poveznice
- Službena stranica Bieniek-Face  Arhivirana inačica izvorne stranice od 27. travnja 2019. (Wayback Machine)